# Högkultur
En högkultur är en högt utvecklad befolkning i början av historisk tid, vilket ofta innebär social stratifiering och introduktionen av tekniska redskap för till exempel jordbruk och krigföring. Exempel på högkulturer är Mesopotamien, Indusdalen, Egypten, Kina och kulturerna i Centralamerika. Även persiska stormakten blev en högkultur som expanderade över hela Mellanöstern under antiken.
Benämningen högkultur antyder att civilisationer kan och bör delas upp efter det utvecklingsstadium de befinner sig på. Antropologer undviker i dag termen och försöker så långt det går att undvika etnocentriska värderingar. Dessutom antyder hög en värdering med en skillnad mellan hög och låg. Istället eftersträvar man att beskriva varje kultur utifrån dess egna förutsättningar utan värderingar.  